# Mauna ardescens
Mauna ardescens là một loài bướm đêm trong họ Geometridae.